# غالية إمام
غالية زكريا بدر إمام، من مواليد 10 أغسطس 1994، هي لاعبة كرة قدم سعودية، تلعب بمركز حارس المرمى، لعبت لأندية الأهلي والشباب، انضمت للمنتخب السعودي للسيدات سنة 2024.